# Участь українських миротворців в Югославських війнах
Участь українських миротворців в Югославських війнах — це застосування українського військового миротворчого контингенту на території новостворених держав колишньої Соціалістичної Федеративної Республіки Югославія під час Югославських воєн. 
З 1992 року Україна приєдналася до таких багатонаціональних місії ООН та НАТО як: UNPROFOR, IFOR, SFOR, UNPREDEP, UNTAES, UNMOP, KFOR та KVM.

## Боснія і Герцоговина

### 1992—1995 (UNPROFOR)

#### Підготовка українських військ до відправлення
4 липня 1992 року міністр оборони України Костянтин Морозов підписав наказ про формування в смт. Гвардійське Дніпропетровської області миротворчого підрозділу — 240-го окремого спеціального батальйону. Формування проводилося на базі 93-ї гвардійської мотострілецької дивізії 6-ї гвардійської танкової армії.
Батальйон був сформований у рекордно короткий термін — за 3 тижні. При цьому було підібрано 400 чоловік особового складу, прийнято 95 одиниць техніки, одержано зброю, боєприпаси та тилове майно. Батальйон формувався як автономний підрозділ: своя кухня, лазня та пральня. Перша рота батальйону за штатом була на БТР-70, інші — на автомобілях ЗІЛ-131.
У формуванні взяла участь вся Україна, особовий склад, переважно солдати строкової служби, підбиралися з різних частин у всіх регіонах. Пропонували від $500 на місяць для рядових і до $800-850 для офіцерів. В той же час французькі солдати отримували там $4000, а офіцери $8000.
Командиром 240-го ОСБ був призначений полковник Володимир Сидоренко. Особовий склад формувався виключно на добровільних засадах. При зарахуванні враховувалася навіть думка батьків. Передбачалися і резервні війська.

#### Передислокація українських військових у Боснію
Перші українські миротворці передової групи 240-го ОСБ чисельністю 42 особи прибули на територію Боснії і Герцоговини 15 липня 1992 року. Двома літаками їх доправили з Дніпровського аеродрому до аеродрому Сараєво. Командував групою начальник Головного штабу та перший заступник головнокомандувача Сухопутних військ, генерал-майор Віктор Гудим.
Вже під час приземлення українські військові опинилися під обстрілами, переміщення по аеродрому здійснювалися перебіжками.
21 липня 1992 року в Україні на залізничних станціях Вільне та Меліоративна Дніпропетровської області було проведене завантаження техніки, яку було відправлено через Угорщину на станцію Панчево, яка знаходилась в 35 км від Белграда. 
25 липня 1992 року два ешелони з технікою досягли місця призначення та були розвантажені, а вже 28 липня особовому складу українського миротворчого контингенту була видана зброя, боєприпаси та бронежилети. Після інструктажу, проведеного французькими миротворцями, батальйон почав марш до місця дислокації.
29 липня 1992 року 240-й ОСБ у складі 67 офіцерів і прапорщиків, 345 сержантів і солдатів прибув у Сараєво де замінив дислокованим там канадський батальйон. 
До завдань входили: охорона й забезпечення функціонування аеропорту, супровід конвоїв із гуманітарною допомогою як у місті, так і у віддалених районах країни, охорона району свого розташування, забезпечення ремонту систем водо- та електропостачання.
Батальйон розміщався в «казармах Тіто» — колишньому військовому училищі. Це був 4-поверховий будинок зі зруйнованим верхнім поверхом, який був  виділений для розквартирування особового складу. Вікна заклали мішками з піском, провели невеликий ремонт приміщень, організували навіть кімнату відпочинку та спортзал. Під час вуличних перестрілок сербів і мусульман кулі неодноразово залітали в розташування українського контингенту.

#### Обстріли української бази на аеродромі Сараєво
31 липня 1992 року в результаті провокації, організованої мусульманами в аеропорту була обстріляна позиція артилерійського комплексу. У той день босняки поставили в безпосередній близькості з українськими комплексом свій міномет і відкрили вогонь по сербах. Серби відкрили вогонь у відповідь, одна із мін потрапила в бліндаж розрахунку АРК. У результаті 6 українських військових були тяжко поранені, 1 - загинув від ран у госпіталі.
7 серпня 1992 року розташування батальйону було обстріляно мінами. 8 осіб одержали поранення різного ступеня важкості, також згоріла автомобільна техніка батальйону. Був поранений і командир батальйону Володимир Сидоренко. 20 серпня, у розташуванні батальйону від кулі снайпера загинув прапорщик Віктор Салохін.
Восени 1992 року для заміни знищеної української техніки транспортним літаком Ан-225 «Мрія» з України була доставлена нова. Знищені обстрілами військові автомобілі ЗІЛ-131 були замінені на БТРи. 
Після того, як надійшла інформація, що на українських військових готується напад з метою заволодіння зброєю батальйону, командир зв'язався з Дніпром і запросив автоматичні станкові гранатомети, сигнальні міни, колючий дріт та спеціальну дріт-путанку. Отримавши все це, батальйон облаштував загородження у районі розташування, а командир спеціально допустив витік інформації, щоб у воюючих сторін зникла спокуса нападу.

#### Засідка в Іліджі
10 жовтня 1992 року в районі передмістя Сараєво, селищі Іліджа один з бронетранспортерів потрапив на мінні загородження, яке було розкладено прямо на асфальті, вздовж трамвайних колій. Їх було добре видно, тому сержант Василій Лєсніченко вирішив вивести український БТР-70 з небезпечної зони.
Та коли він почав вилазити з люку - почались обстріли. Під час спроби виїхати користуючись тріплексами БТР зачепив кілька мін. Від вибуху одразу загинув кулеметник КПВТ рядовий Олександр Марченко - його тіло викинуло разом з баштою. У водія були роздроблені обидві ноги - згодом їх ампутували, а зв'язківцю відірвало ногу. У сержанта було вісім переламів, проте він, не зважаючи на отримані пошкодження, одразу взявся витягувати з палаючої машини поранених, згодом їх евакуювали до шпиталю сербським військовим.
Невдовзі до місця пригоди з розташування батальйон прибула підмога на двох БТРах, проте ворожий обстріл продовжувався. На запити до ворогуючих сторін, про припинення вогню, серби і боснійці заявили, що зброї по миротворцях не застосовують. Тоді за тілом загиблого вирушив заступник комбата з технічної частини підполковник Трясак, і зміг евакуювати його до своїх.
Вже за перші 3 місяці миротворчої місії втрати склали 3 вбитих та понад 20 поранених українських військових.

#### Прибуття підкріплення
19 листопада 1993 року Верховна Рада України прийняла постанову про збільшення чисельності контингенту Збройних Сил України в миротворчих силах ООН на території колишньої Югославії. Відповідно до цього рішення почалося формування й підготовка 60-го окремого спеціального батальйону Укрбат-2.
19 квітня 1994 року в Сараєвo прибув 60-й ОСБ. Батальйон було уведено у заблокований мусульманський анклав у районі Горадже. 60-й ОСБ із оперативною групою 240-го батальйону за підтримкою підрозділів ЗС Великої Британії, Франції, Норвегії, РФ і Єгипту ввійшов у зону активних бойових дій між сербськими й мусульманськими формуваннями. Присутність 60 ОСБ призвела до зниження напруженості в районі й ослаблення бойових дій.
Військова чисельність українського контингенту досягла 1303 осіб.

#### Захоплення українських військових в Вогошчі та Іліджі
17 травня 1995 року сербські війська здійснили марш на українські блокпости в місті Іліджа. Танки Т-55, БМП та ЗСУ «Прага» вирушили колоною до розташування українських миротворців. Українські військові перекрили їм рух за допомогою БТР-70 та зупинили просування сербських військ. В такому психологічному напруженні українські і сербські війська перебували 3 дні. Результатом цього протистояння стало повернення танків, БМП та ЗСУ «Прага» на раніше вказані ООН пости.
27 травня 1995 року сербські війська оточили український блокпости поблизу містечка Вогоща та Іліджа. Серби висунули українцям ультиматум здати зброю, а у випадку відмови пообіцяли почати мінометний обстріл. Було прийняте рішення скласти зброю та здатися, загальна кількість полонених склала близько 30 осіб.
Українських полонених було переміщено більш ніж 300 км до міста Банья Лука, звідти солдат було розвезено по військових об’єктах Війська Республіки Сербської, де їх використовували в якості «живого щита» для захисту від бомбардувань авіації НАТО. 3 червня полоненим було повідомлено, що в разі появи авіації НАТО їх буде розстріляно.
Крім українських миротворців в ці дні було схоплено військових і інших країн. Ці події відбувались за наказом Ратка Младича, який оголосив масове захоплення в заручники миротворців для використання в якості «живого щита» проти авіаударів НАТО. Загальна кількість полонених на території Боснії склала щонайменше 280 осіб.
6 червня 1995 року всі українські в'язні були звільнені, автобусами їх було доправлено до міста Зворнік. 

#### Порятунок боснійського населення в анклаві Жепа
У травні 1995 року 79 українських миротворців на 9 БТРах перебували у селищі Жепа, де охороняли боснійське селище від оточуючих сербських військ. Українські військові мали стежити за рухом озброєних загонів і повідомляти про обстріли анклаву в штаб батальйону в Сараєво. 
7 липня 1995 року сили боснійських сербів почали обстрілювати позиції миротворців в анклаві Жепа, а з 10 липня — саме селище.
11 липня 1995 року армія боснійських сербів захопила Сребреницю - місто на північ від Жепи. Після виходу з Сребрениці нідерландського миротворчого контингенту в кількості 650 осіб серби вчинили масову різанину і вбили понад 8 тис. боснійців.
Після захоплення Сребрениці 13 липня 1995 року один з командувачів армії боснійських сербів Радислав Крстич наказав почати наступ на Жепу. Частина біженців зі Сребрениці дісталася Жепи і розповіла жеплякам, що там сталося.
Українські військові опинилися в складній ситуації, сербські війська оточували селище, там посилювали обстріли, а місцеве боснійське населення вимагало віддати їм зброю для оборони.
23 липня до Жепи прибув заступник командувача сектору Сараєво полковник Микола Верхогляд, який почав домовлятися з обома сторонами про умови вивезення цивільного населення. За його словами, Ратко Младич та командувач боснійських військових Жепи Авдо Паліч не могли погодити умови і кожен погрожував застосувати силу проти українців: Паліч - якщо миротворці не попросять про авіаудар НАТО, а Младич - якщо попросять.
24 липня ситуація стала критичною, почались масивні артилерійські удари сербів по анклаву Жепа. Верхогляд заявив Младичу, що буде вивозити своїх людей разом з цивільними.
25 липня почалося вивезення цивільного населення з анклаву. Боснійські серби все ж погодилася на запропоновані умови евакуації. Щоб убезпечити боснійців у кожен автобус з евакуйованими посадили українських миротворців.
Для вивезення людей використовували близько 60 автобусів з Белграда з сербськими водіями. Важливу роль зіграли бронетранспортери з французькими миротворцями, які прибули з Сараєва, і стали на початку та кінці колони автобусів. Останній конвой з автобусами поїхав з Жепи 27 липня, його супроводжували українські і французькі миротворці.
Президент боснійських сербів Радован Караджич розцінив наступ на Жепу як провальний, і такий, що відтягнув сили під час наступу військових боснійських хорватів в іншому регіоні Боснії. 2 серпня 1995 року він відсторонив Ратко Младича від командування армією і оголосив себе «верховним командувачем армії». Офіцери відмовилися підкорятися президенту, цей конфлікт заклав підвалини для подальших поразок Республіки Сербської.
3 серпня 1995 року українські миротворці залишили Жепу і вранці 4 серпня прибули на базу в Сараєво. Українські миротворці вважають, що із Жепи вдалося вивезти 10 тис. людей, враховуючи біженців зі Сребрениці та інших районів.
Захоплення боснійськими сербами Сребрениці і Жепи змінило політику НАТО. Наприкінці серпня військові літаки альянсу почали бомбардування позицій армії боснійських сербів в рамках операції «Продумана сила». Це змусило боснійських сербів погодитися на перемир'я та перемовини.
14 грудня 1995 року лідери Югославії Слободан Мілошевич, Хорватії Франьо Туджман та Боснії Алія Ізетбегович підписали у Парижі Дейтонську мирну угоду, яка завершила війну. Розпочалося введення в Боснію 60-тисячного контингенту країн НАТО.
За 1992—1995 роки 240-й ОСБ здійснив 6 ротацій.

### 1995—1999 (IFOR та SFOR)

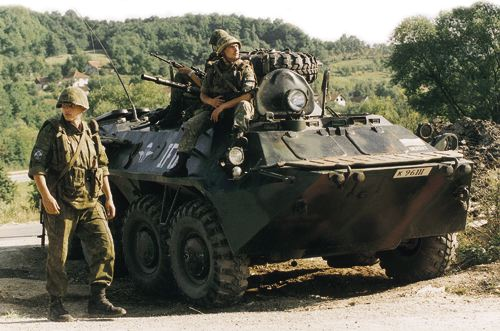
Українські миротворці на блокпосту в Сараєво під час місії IFOR (1996 рік)

Після підписання Дейтонських угод подальша підтримка миру в регіоні перйшла від ООН до багатонаціональних сил IFOR під керівництвом НАТО. 20 грудня 1995 року в сараївському аеропорту Бутмир пройшла офіційна церемонія передачі повноважень. Прапор ООН на флагштоку був замінений прапором НАТО.
На підставі Угоди між Україною й Францією в грудні 1995 року 240-й окремий спеціальний батальйон був переданий в IFOR. Український контингент зменшився до 400 осіб. Крім виконання завдань з підтримання миру і безпеки, особовий склад відбудовував лікарні та школи, ремонтував дороги, лінії електромереж, трамвайні колії та надавав медичну допомогу місцевому населенню.
У складі IFOR батальйон перебував із грудня 1995 по грудень 1996 року.
У грудні 1996 року 240-й окремий спеціальний батальйон був переданий під юрисдикцію сил Сил стабілізації НАТО SFOR, де пробув по червень 1999 року. У березні 1997 року 240-й осб передислокований з Сараєво в населений пункт Врапчичи, недалеко від міста Мостар.
Із червня 1999 року батальйон виконував завдання в складі сил KFOR і був виведений до України в листопаді 1999 року.

## Хорватія

### 1996—1998 (UNTAES)
25 березня 1996 року на прохання генсека ООН Кабмін України вирішив надіслати контингент Збройних Сил України до Східної Славонії. Український миротворчий контингент складався з 500 осіб, 6 вертольотів Мі-8, 10 вертольотів Мі-24 та 11 танків Т-72Б1.
У квітні 1996 року до Хорватії була доставлена рота з 11 українських танків, після розвантаження на станції Осієк, 70-а окрема танкова рота розгорнулась у складі Місії ООН у Східній Славонії. Завданням підрозділу стала оборона аеродрому Кліса, де вже базувались українські вертолітники та російські десантники.
В кінці 1996 року 70-у окрему танкову роту замінила 64-а окрема спеціальна механізована рота кількістю 105 осіб, що розмістилася в населеному пункті Мариновці, а дві вертолітні ескадрильї були зведені в одну – 17-у окрему вертолітну ескадрилью.
У січні 1997 року танковий миротворчий підрозділ був виведений з Хорватії та прибув в Україну.

### 1996—2002 (UNMOP)
В 1996 році за рішенням Верховної Ради України було відправлено 2 військових спостерігачів до штаб-квартири Місії ООН в Хорватії у місті Дубровник.
Українські миротворці виконували спостереження за активністю ВМФ Югославії у Превлацькій затоці, відсутністю військ та важкого озброєння хорватської та югославської армій у демілітаризованій зоні та спостерігали за діяльністю поліції у зоні відповідальності.

## Македонія

### 1995—1999 (UNPREDEP)
В 1995 році Україна відправила 1 військового спостерігача до Македонії. Він виконував завдання по контролю прикордонних районів країни, інформування керівництва Місії про будь-які події, здатні підірвати стабільність у регіоні.

### 2001 (Військово-технічна допомога)
Під час військового конфлікту у Республіці Македонія у 2001 році Україна зіграла ключову роль у зупинці просування албанських військ до македонської столиці. 20 березня 2001 року саме закінчився термін перебування українського вертолітного підрозділу в складі миротворчих сил у Косові, і його було просто перебазовано до Скоп’є.
Україна передала македонцям 4 гелікоптери Мі-8МТ, 2 Мі-17, 8 Мі-24В, 2 Мі-24К, 4 Мі-24 та 4 Су-25. У зв'язку з відсутністю льотного досвіду у македонців, бойові вильоти на закуплених в України гелікоптерах та літаках здійснювали українські пілоти.
Мі-24 з українськими пілотами активно діяли над двома головними, прикордонним з Косово, районами, що опинилися під контролем албанців – в районі Куманово і в районі Тетово. Албанський керівник Алі Ахметі, який погрожував захопити Скоп’є, посилав погрози на адресу українських пілотів.
Застосування Су-25 було несподіваним, і македонському керівництву довелося визнати, що в Су-25 сидів один український пілот, але як інструктор.
Активна військова допомога України Македонії викликала занепокоєння з боку США та НАТО, які вважали, що насичення республіки зброєю заважає процесу досягнення мирних домовленостей між македонцями та албанцями. Радник президента США з питань національної безпеки Кондоліза Райс наприкінці липня 2001 року прибула до Києва, де звернулася до української влади із вимогою припинити поставки зброї до Македонії. 
13 серпня 2001 року, після складних переговорів в Охриді було підписано мирну угоду. Документ підписав тодішній президент Македонії Борис Трайковський і лідери провідних політичних партій країни, як македонських, так і албанських.

## Косово

### 1998—2001 (KVM)
З грудня 1998 року по березень 2001 року 23 українські військові спостерігачі виконували у Косово такі завдання: доповідь про стан справ в регіоні Постійному представництву ОБСЄ, організація взаємодії із владою Югославії, Сербії та іншими органами влади, політичними партіями іншими організаціями Косово, а також акредитованими міжнародними і неурядовими організаціями для сприяння виконанню своїх обов’язків.

### 1998—сьогодні (KFOR)
З вересня 1999 року у Косово була направлена 37 окрема спеціальна рота кількістю 108 осіб. Основні завданнями українських миротворців стали: патрулювання зони відповідальності, чергування на блокпостах та супроводження конвоїв та супроводження сербського населення через «албанську» територію. Ці задачі рота виконувала до липня 2000 року.
В той же час, з вересня 1999 року по березень 2001 року у Косово розміщувався 14 окремий вертолітний загін чисельністю 66 осіб. Він виконував завдання з  перевезення національного персоналу та високоповажних осіб, перевезення вантажів, проводив евакуацію поранених та супроводжував переміщення військ.
З грудня 2002 року в Косово розташовувались 92 окрема аеромобільна рота (119 осіб) та 11 окремий інженерний взвод (30 осіб).
До липня 2003 року українські військові виконували завдання із супроводження колон, патрулювання та підтримання порядку у зоні відповідальності, інженерної розвідки місцевості, виконували пошук та знешкодження вибухонебезпечних пристроїв на шляхах проходження колон, маркування мінних полів, будівельні роботи та надання гуманітарної допомоги.